# Joseph Hopkinson

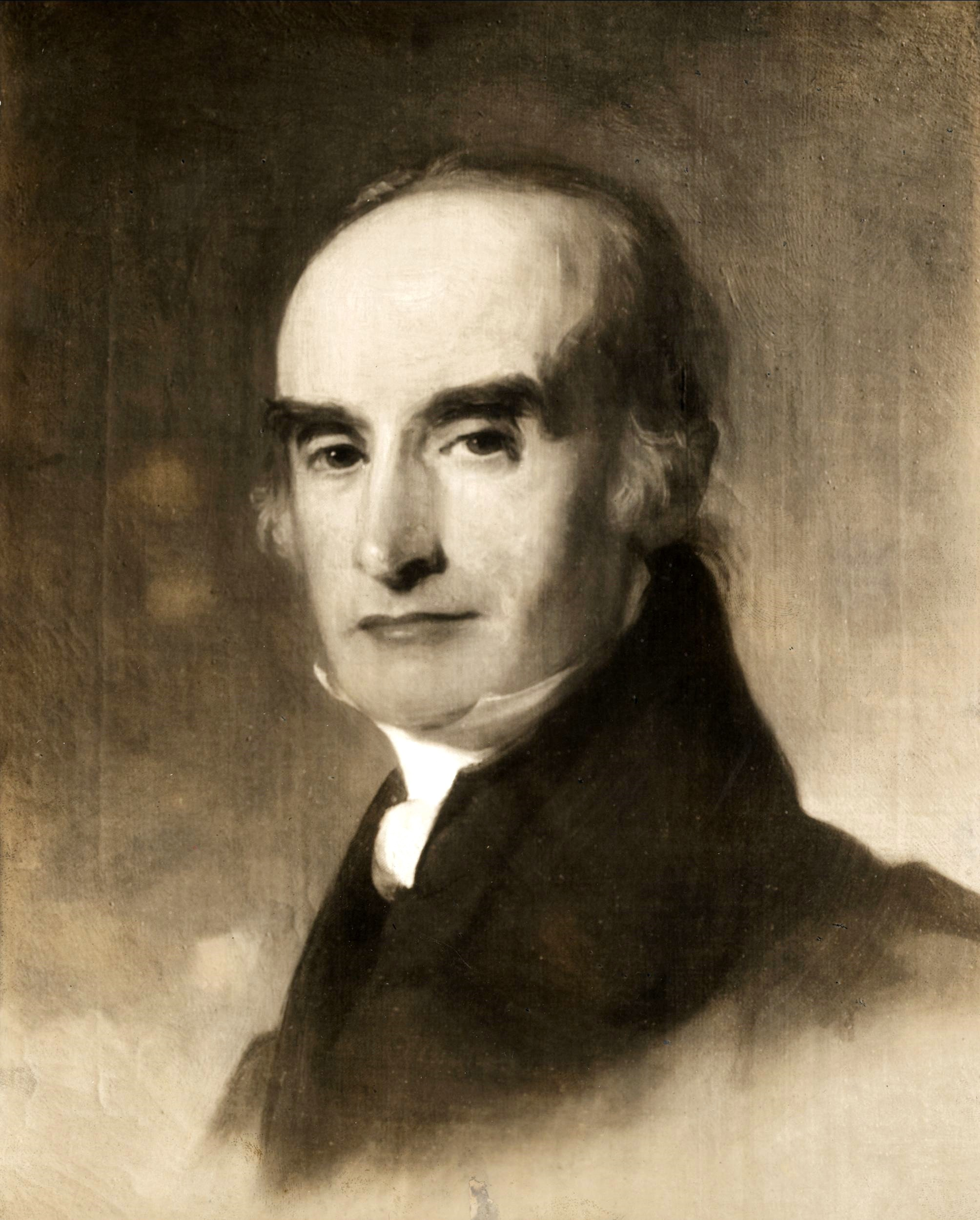
Joseph Hopkinson

Joseph Hopkinson (* 12. November 1770 in Philadelphia, Province of Pennsylvania; † 15. Januar 1842 ebenda) war ein US-amerikanischer Jurist und Politiker. Zwischen 1815 und 1819 vertrat er den Bundesstaat Pennsylvania im US-Repräsentantenhaus; später wurde er Bundesrichter.

## Werdegang
Joseph Hopkinson studierte bis 1786 an der University of Pennsylvania in Philadelphia. Nach einem anschließenden Jurastudium und seiner 1791 erfolgten Zulassung als Rechtsanwalt begann er in Philadelphia in diesem Beruf zu arbeiten. Im Jahr 1798 schrieb er den Text für die Hymne Hail, Columbia. In den Jahren 1804 und 1805 war er einer der Berater von Bundesrichter Samuel Chase bei dessen Amtsenthebungsverfahren vor dem US-Senat. Politisch schloss er sich der Föderalistischen Partei an.
Bei den Kongresswahlen des Jahres 1814 wurde Hopkinson im ersten Wahlbezirk von Pennsylvania in das US-Repräsentantenhaus in Washington, D.C. gewählt, wo er am 4. März 1815 die Nachfolge von Adam Seybert antrat. Nach einer Wiederwahl konnte er bis zum 3. März 1819 zwei Legislaturperioden im Kongress absolvieren. Im Jahr 1818 verzichtete er auf eine weitere Kandidatur. Seit 1815 war er Mitglied der American Philosophical Society.
Im Jahr 1820 zog Joseph Hopkinson nach Bordentown in New Jersey. In der Folge wurde er in die New Jersey General Assembly gewählt. 1823 kehrte er nach Philadelphia zurück. Zwischen 1828 und 1842 war er Richter am Bundesbezirksgericht für den östlichen Distrikt von Pennsylvania; im Jahr 1837 fungierte er als Vorsitzender eines Verfassungskonvents seines Staates. Von 1806 bis 1819 sowie seit 1822 bis zu seinem Tod war er Kurator der University of Pennsylvania. Joseph Hopkinson starb am 15. Januar 1842 in Philadelphia.